# Диафиз

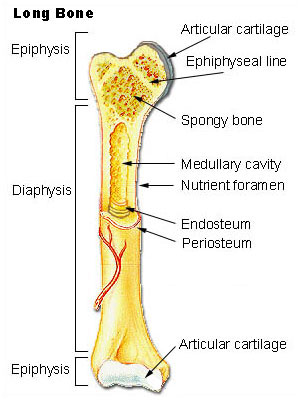
Строение трубчатой кости

Диафи́з (от греч. diaphýomai, расти между) — центральный отдел (тело) трубчатой кости, расположенный между эпифизами. Диафиз образован преимущественно компактным костным веществом, обычно имеет цилиндрическую или трёхгранную форму. Рост диафиза осуществляется за счёт метаэпифизарной зоны — метафиза и хрящевой эпифизарной пластинки.
В диафизе расположен костномозговой канал, заполненный жёлтым костным мозгом (у детей — красным).

## Анатомия
Компактное вещество диафиза образовано костными пластинками, имеет три слоя: наружный слой общих (генеральных) пластинок, остеонный слой и внутренний слой общих пластинок.
Наружные общие пластинки не формируют замкнутых колец вокруг диафиза, а перекрываются на поверхности другими наслаивающимися пластинками. Внутренние общие пластинки преобладают вокруг костномозгового канала; в месте перехода компактного вещества в губчатое заменяются пластинками перекладин губчатого вещества.
Остеоны (структурные единицы кости, «гаверсовы системы»), формирующие средний слой диафиза, представляют собой цилиндрические структуры, состоящие из «вставленных» друг в друга костных пластинок (обычно 5—20), окруженных межклеточным веществом с замурованными в него костными клетками. Располагаются остеоны преимущественно вдоль длинной оси кости. Остеоны ограничиваются друг от друга цементирующим матриксом (основным веществом). В центральном канале остеона расположены кровеносные сосуды, соединительная ткань и остеогенные клетки; каналы остеонов сообщаются друг с другом посредством анастомозов.
С обеих сторон компактное вещество диафиза покрыто оболочками — периостом (надкостницей) и эндостом. Между ними существует микроциркуляция жидкости и минеральных веществ посредством лакунарно-канальцевой системы костной ткани.

## Патология
К заболеваниям с поражением диафиза кости относится саркома Юинга.
Помимо этого, диафиз могут поражать другие опухоли — лимфома и миелома, фиброзная дисплазия, энхондрома, адамантинома и остеоид-остеома.

## Иллюстрации

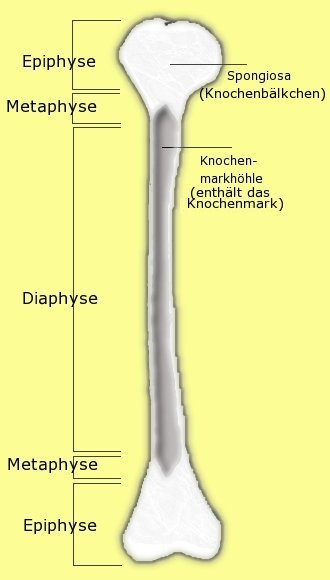
Трубчатая кость
Поперечный срез кости
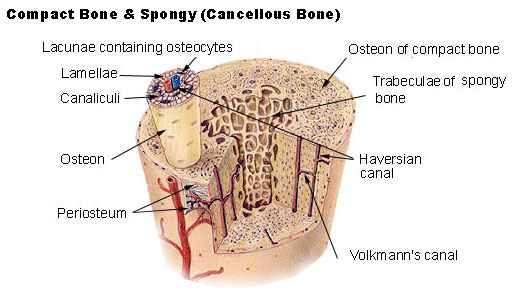
Компактное и губчатое вещество кости